# Українське біблійне товариство
Українське Біблійне Товариство — християнська міжконфесійна організація, що займається перекладом, публікацією і розповсюдженням Біблії та її окремих книг в Україні.

## Історія
Згадки про організовані зусилля щодо виготовлення й поширення Біблії зустрічаються починаючи з 331 року, коли імператор Константин І Великий запросив в архієпископа Євсевія Кесарійського 50 примірників Старого та Нового Завітів для використання в найбільших церквах Константинополя.
Найперша організація, що мала назву «біблійне товариство», була заснована 1779 р. з метою розповсюдження Біблій серед солдатів і мореплавців. У 1792—1803 рр. існувало Французьке Біблійне Товариство. Сучасний рух біблійних товариств почався 1804 р. з утворенням Британського та Іноземного Біблійного Товариства, яке мало забезпечувати доступними Бібліями населення Уельсу. Згодом біблійні товариства почали утворюватися і в інших країнах: Ірландія — 1806, Індія — 1811, Фінляндія — 1812, Росія — 1813, США — 1816, Канада — 1906 тощо.

## Українське Біблійне Товариство
22 червня 1991 р. з ініціативи християнських церков було створене Українське Біблійне Товариство. Першим керівником Товариства став Яків Духонченко (1931—1993).

### Засновники
- Українська православна церква Київського патріархату (з грудня 2018 р. — Православна Церква України)
- Всеукраїнський союз церков Євангельських Християн-Баптистів
- Українська Церква Християн Віри Євангельської
- Українська уніонна конференція Церкви адвентистів сьомого дня[2]

### Приєдналися
- Українська Православна Церква
- Українська Греко-Католицька Церква
- Римсько-Католицька Церква
- Українська Автокефальна Православна Церква (з грудня 2018 р. — Православна Церква України)
- Німецька Євангелічно-Лютеранська Церква України
- Українська Лютеранська Церква
- Союз Вільних Церков Християн Євангельської Віри України (з липня 2019 р. — Українська Євангельська Церква)
- Братство Незалежних Церков та Місій Євангельських Християн-Баптистів України
- Об'єднання Незалежних Харизматичних Християнських Церков України (Повного Євангелія)
- Відділення релігієзнавства Інституту філософії імені Григорія Сковороди Національної академії наук України
- Музична місія «Київ»
- Об'єднання Церков «Спасіння»
- Вірменська Апостольська Церква
- Собор Незалежних Євангельських Церков України
- Об'єднання «Українська Місіонерська Церква»
- Закарпатська Реформатська Церква
- Релігійний Центр Союз Християнських Церков України «Слово Життя»

## Відомості
Українське Біблійне Товариство є членом всесвітньої організації Об'єднаних Біблійних Товариств, в яку входять 150 національних товариств, що працюють у близько 200 країнах і територіях світу.
Організаційно УБТ складається з чотирьох регіональних відділень: Центрального (м. Київ), Західного (м. Львів), Південного (м. Херсон) та Східного (м. Харків). Президентом УБТ є Комендант Григорій Іванович, віцепрезидентом: о. Василь Луцишин, генеральним секретарем: Бабійчук Олександр Іванович.
Від моменту створення завданням Товариства було здійснення перекладу Біблії сучасною українською мовою. Праця над перекладом розпочалася під проводом о. д-ра Рафаїла Турконяка, і 2000 року був презентований Новий Завіт, а 2011-го — повна Біблія, в якій Старий Завіт був перекладений із давньогрецьких оригінальних текстів (Септуагінти). У травні 2020 року УБТ презентувало «Сучасний переклад Біблії», де Старий Завіт перекладений з давньоєврейського оригіналу.
За роки існування Біблійне Товариство поширило на території України понад 12 млн примірників біблійних видань, значна частина яких — у рамках благодійних проєктів для різних верств населення.
2018 року, з нагоди відзначення Року Божого Слова в Україні, УБТ презентувало дві ініціативи з метою популяризації Біблії. У червні розпочалося створення Рукописної Біблії, до якого долучилося понад 30 тис. учасників з усієї країни (презентація Рукописної Біблії запланована на середину 2020 р.) А в липні 2018 р. на Софійській площі Києва відбулося Національне читання Біблії — цілодобовий марафон, що тривав понад 72 години, в рамках якого понад 300 читців прочитали повний текст Біблії. Обидва заходи були внесені в Національний реєстр рекордів України та номіновані на світовий рекорд.
28 вересня 2023 року товариство у Софії Київській представило сучасний переклад Біблії українською мовою.